# Lissonota nitida
Lissonota nitida är en stekelart som först beskrevs av Johann Ludwig Christian Gravenhorst 1829.  Lissonota nitida ingår i släktet Lissonota och familjen brokparasitsteklar. Arten är reproducerande i Sverige. Inga underarter finns listade i Catalogue of Life.